# Oxidercia denticulosa
Oxidercia denticulosa là một loài bướm đêm trong họ Noctuidae.